# Gan Ha‘Aẕma'ut
Gan Ha‘Aẕma'ut (hebreiska: Gan Ha‘Aẕma’ut, גן העצמאות) är en park i Israel.   Den ligger i distriktet Tel Aviv-distriktet, i den norra delen av landet. Gan Ha‘Aẕma'ut ligger 18 meter över havet.
Terrängen runt Gan Ha‘Aẕma'ut är platt. Havet är nära Gan Ha‘Aẕma'ut åt nordväst. Runt Gan Ha‘Aẕma'ut är det mycket tätbefolkat, med 4 670 invånare per kvadratkilometer. Närmaste större samhälle är Tel Aviv, 1,5 km sydost om Gan Ha‘Aẕma'ut. Runt Gan Ha‘Aẕma'ut är det i huvudsak tätbebyggt.